# Mastitis-Metritis-Agalaktie
Der Mastitis-Metritis-Agalaktie-Komplex (MMA) ist eine bei Sauen weit verbreitete, sehr häufig vorkommende Krankheit. Dabei treten eine Gebärmutterentzündung (Metritis),  Gesäugeentzündung und ein Milchmangel auf. MMA tritt kurz nach dem Abferkeln auf und wird meistens durch Colibakterien oder Streptokokken hervorgerufen. Die neue Bezeichnung lautet postpartales Dysgalaktie-Syndrom (PPDS). Milchfieber, Puerperale Septikämie und Toxämie sind weiter Bezeichnungen für diesen Krankheitskomplex.

## Symptome
Die Sau hat etwa 24–48 Stunden nach der Geburt einen Milchmangel, begleitet von Fieber über 39,5 °C, gestörtem Allgemeinbefinden und eitrigem Scheidenausfluss. Außerdem liegt die Sau meistens fest in Bauchlage, da das Säugen der Ferkel sehr schmerzhaft für das Tier ist. Nicht alle Symptome müssen gleichzeitig auftreten.

## Prophylaxe
Die Futtermenge sollte vor der Geburt abgesenkt, zusätzlich sollten noch abführende Präparate, z. B. Glaubersalz zugemischt werden. Dies dient dazu, den Darm zu entleeren, sodass die Colibakterien, die sich im Darm aufhalten, den Körper verlassen.
Außerdem hat sich in der Praxis bewährt, dem Futter Säuren, z. B. Propionsäure oder Apfelessigsäure beizumischen. Dies dient dazu den pH-Wert im Harn auf 7,5 zu bringen und somit Streptokokken zu bekämpfen.

## Behandlung
MMA ist eine bakterielle Erkrankung und kann mit einem entsprechenden Antibiotikum behandelt werden. Hierzu sollte ein Antibiogramm erstellt werden. Oftmals eignen sich jedoch Gyrasehemmer, wie z. B. Marbofloxacin oder Enrofloxacin zur Behandlung von MMA.